# Žilinský kraj
Žilinský kraj je kraj ležící na severu Slovenska. Jeho samosprávným centrem je město Žilina. V kraji v roce 2021 žilo 691 613 obyvatel. Kraj sousedí s Trenčínským krajem, Banskobystrickým krajem a Prešovským krajem. Hraničí rovněž s Českou republikou (Moravskoslezský a Zlínský kraj) a Polskem (Slezské a Malopolské vojvodství).

## Charakter kraje
Celé toto hornaté území spadá z geomorfologického hlediska do Západních Karpat. Řeka Váh ho nápadně rozděluje na severozápadní Slovensko-moravské Karpaty (Javorníky, Bílé Karpaty) a jihovýchodní Fatransko-tatranskou oblast (Malá Fatra, Strážovské vrchy). Horské masívy v této lokalitě se zformovaly poměrně nedávno, v paleogénu. Zásluhou pohybu příkrovů se vyzdvihovaly původní mořské sedimenty, z nichž postupně vznikly impozantní soutěsky a údolí.

## Historie
Po pádu Velkomoravské říše v roce 907, ke které území patřilo, bylo od 12. století prakticky až do roku 1918 součástí uherského království. Ve 13. století na obranu proti tatarským nájezdům byla vybudovaná síť hradů (Hričov, Považský hrad, Košeca, Lietava, Strečno). 16. století znamenalo pro místní obyvatele chudobu a strach, zejména před tureckou okupací a živelními pohromami. Ke konci 19. století sem byla zavedena železnice a v údolí Váhu začal vzkvétat průmysl. Od dávných časů Uherska se současné Slovensko, stejně jako dnešní Maďarsko, dělilo na župy. Území moderního žilinského kraje zahrnuje celé území Turčianské župy, slovenskou část Oravské župy, většinu Liptovské župy a severní část Trenčínské župy. Podle názvů historických žup jsou odvozeny názvy některých slovenských tradiční regionů. V Žilinském kraji se nacházejí turistické regiony Orava, Turiec, Liptov, Kysuce a Horní Pováží, přičemž poslední dva jmenované patří do historické Trenčínské župy.

## Okresy
- Okres Bytča
- Okres Čadca
- Okres Dolný Kubín
- Okres Kysucké Nové Mesto
- Okres Liptovský Mikuláš
- Okres Martin
- Okres Námestovo
- Okres Ružomberok
- Okres Turčianske Teplice
- Okres Tvrdošín
- Okres Žilina